# Ficus chapaensis
Ficus chapaensis är en mullbärsväxtart som beskrevs av François Gagnepain. Ficus chapaensis ingår i släktet fikonsläktet, och familjen mullbärsväxter. Inga underarter finns listade i Catalogue of Life.